# وادي العلندة
وادي العلندة هي بلدية من بلديات ولاية الوادي بـ الجمهورية الجزائرية الديمقراطية الشعبية سميت بهذا الاسم نسبة إلى انخفاضها ونمو شجر العلندة فيها بكثرة.

## تاريخيا
أسست وادي العلندة في أواخر القرن 19 ممن طرف الرحالة «أحمد محده» وصنفت بلدية سنة 1958م، وبعد استقلال الجزائر قلص عدد البلديات وضمت وادي العلندة إلى بلدية الوادي بتاريخ 01 يوليو 1963م، وفي التقسيم الإداري لسنة 1984  م صنفت وادي العلندة بلدية من جديد.

## الموقع الجغرافي والمساحة
تقع بلدية وادي العلندة جنوب غرب مدينة الوادي وتبعد عنها بنحو 20 كلم. يحدها من الشمال بلدية ورماس وجنوبا بلدية الرباح وشرقا بلدية البياضة وبلدية الوادي وغربا بلدية اميه ونسة.
وتبلغ مساحة بلدية وادي العلندة 10 كلم مربع مغطاة بالكثبان الرملية.

## مجتمع وادي العلندة

### الأحياء
تتكون بلدية وادي العلندة من عدة احياء:
- - وادي العلندة الجنوبي مقر البلدية به عدة احياء هي: 17 أكتوبر وحي 05 جويلية وحي أول نوفمبر.
- - حي وادي العلندة الشمالي ثاني أكبر عدد سكاني
- - حي النصر
- - حي شقامط
- - حي امية الغزالة
- - حي الدباديب
- - حي الخبنة الصفراء

يبلغ عدد سكان بلدية وادي العلندة حوالي 7 000 نسمة.

### العرق والأصل
هناك عدة اعراق واصول في وادي العنلدة حاليا و من احد هاذه الاعراق القديمه هم:
"بن عمر" ؛ تأسس ال: بن عمر كان من قبل الثلاث الكبار هم :《محمد》《محمد البشير》《محمد الطاهر》و الاتون من البياض في الوادي (المدنية) حيث نزل هأولاء الى العلندة حوالي 1920، كانت لهم مكانه عريقه لهاته العلنده حيث كانو من اول من مسك المسجد (العتيق بالعلندة) بالضبط "محمد" بمساعدة اخواه التي كانت مهمة صعبة بالنسبة لزمن كانت فرنسا تقوم بالتبشيرات المسيحية و إيجهاض  الإسلام.
المتحدث:  "بن عمر شعيب" بن الساسي بن الهادي بن محمد البشير

### أهم النشاطات
1 الفلاحة والرعي: نظرا لوفرة المياه بالمنطقة تساهم وادي العلندة في الإنتاج الفلاحي بنسبة معتبرة بعدة أنواع أهمها التمر والبطاطا والدلاع (البطيخ) كما يساهم فلاحو المنطقة بالإنتاج الحيواني وذلك بممارستهم تربية الاغنام والابقار والدجاج اللاحم
2 التجارة:
.....................